# Not Quite C

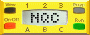
NQC-Logo

Not Quite C (kurz NQC) ist eine Programmiersprache mit C-ähnlicher Syntax für die Lego-Mindstorms- und Spybotics-Produktserie. Eine IDE für Windows für NQC ist BricxCC. Diese enthält auch viele nützliche Tools.
Für Lego Mindstorms NXT gibt es eine eigene Sprache, NXC.
NQC-Programme können sehr einfach und kurz sein. Ein simples Programm zum Beispiel für den RCX könnte so aussehen:
```
task main ()
{
   OnFwd(OUT_A);
   Wait(200);
   Off(OUT_A);
}
```

Jedes Programm dieser Programmiersprache sollte mit task main beginnen. OnFwd(OUT_A); bedeutet, dass sich der Motor A vorwärts dreht. Eine Anweisung wird mit einem Semikolon beendet. Steht eine Wait-Anweisung, bedeutet das lediglich, dass das Programm für die Zeit in den Klammern wartet und danach erst fortfährt. In diesem Beispiel dreht sich der Motor A für 2 Sekunden und wird dann mit dem Befehl Off(OUT_A); angehalten. Das Programm endet und beginnt mit den geschweiften Klammern.

NQC wird als Teil der Roberta - Initiative dazu genutzt Kinder und insbesondere Mädchen für die sogenannten MINT-Fächer Mathematik, Informatik, Naturwissenschaften und Technik zu begeistern und sie darin zu fördern.